# Steampunk

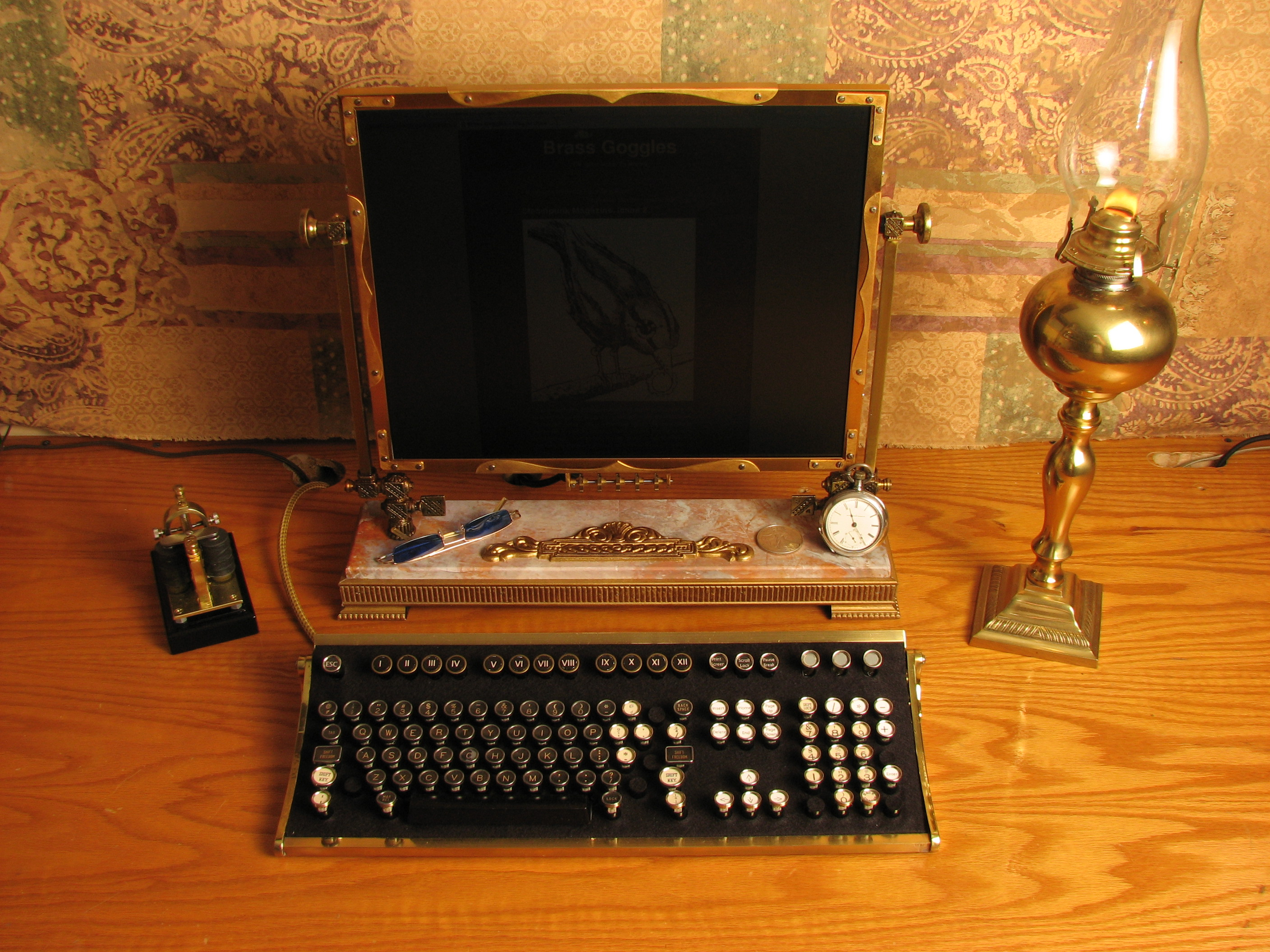
En skrivbordsdator i steampunkstil.

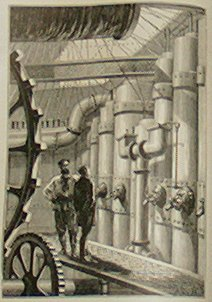
Illustration ur En världsomsegling under havet 1870

Bild av bildkonstnären Eugene Ivanov i steampunkstil.

Steampunk eller ångpunk (ordet utvecklat ur cyberpunk) är en typ av litterär punkgenre som grundar sig på ångmaskiner, luftballonger, mekaniska matematikmaskiner och annan teknik från industriella revolutionen, som tog sin början i slutet av 1700-talet, men före andra industriella revolutionen 1870–1914.
Steampunk innehåller ofta anakronistisk eller futuristisk teknologi, så som 1800-talets människor kan ha föreställt sig den (jämför retrofuturism).
Karaktäristiskt för genren är teman och material som synlig mekanik, kugghjul och mässing. Mikroelektronik och förbränningsmotorer är ovanliga. Steampunk utspelar sig vanligtvis i en viktoriansk miljö men genren har förgrenat sig och inkluderar nu alla tänkbara tidsåldrar och historiska miljöer, exempelvis medeltiden, bronsåldern och antiken.
En besläktad genre är dieselpunk som har stilmässig förebild i den andra industriella revolutionen och digitala revolutionen.

## Historisk utveckling
Steampunkgenren är inspirerad av tidiga scientific romance-författare som Mary Shelley, Jules Verne, H.G. Wells och Mark Twain.
Steampunkgenren skapades under 1980-talet som en alternativhistorisk genre i händerna på cyberpunkförfattare såsom Tim Powers, K.W. Jeter, William Gibson och Ronald Clark. Termen myntades av K.W. Jeter, då han sökte ett samlingsnamn för den typ av romaner som han och hans kollegor skrev. Dessa författare skrev i samma anda som Jules Verne och H G Wells och skapade ett fiktivt förflutet. En av de mest hyllade steampunkromanerna, K.W. Jeters Morlock Night, är till exempel en uppföljare till H G Wells Tidmaskinen.
Sentida exempel på steampunk är Alan Moores tecknade serie League of Extraordinary Gentlemen, den japanska animerade filmen Steamboy, musikprojektet Steam Powered Giraffe, samt datorspelen Syberia och Arcanum. Datorspelsserien Bioshock innehåller många spår av steampunk i sin estetik. Eugene Ivanov är en rysk-tjeckisk bildkonstnär och bokillustratör som koncentrerat sig på steampunk-genren.

## Steampunk i Sverige
Den svenska science fiction-kongressen Swecon hölls 2014 på Sveriges Järnvägsmuseum i Gävle med steampunk som tema, även kallad Steampunkfestivalen. Bland attraktionerna fanns ångloket E2 904 från 1907 som dekorerats i steampunkstil och fått smeknamnet Järnsaxa. Festivalen arrangerades i samarbete med Upsala-Gefle Ångpunksällskap. En tillfällig utställning under 2014 invigdes även med bland annat steampunk-föremål och den svenska flygpionjären Carl Richard Nybergs ångdrivna flygplan Flugan som lånades in från Tekniska museet. 
I december 2016 sändes den ångpunkinfluerade TV-serien Selmas saga som SVT:s julkalender.